# Università di Waterloo
L'Università di Waterloo (UW) è una università pubblica canadese i cui campus principali sono situati a Waterloo in Ontario. È suddivisa in sei facoltà, è membro dell'U15, un gruppo di università che svolge ricerche in Canada. Ha come centro di ricerca affiliato l'Institute for Quantum Computing. L'università è stata fondata il primo luglio 1957 come una entità semiautonoma del College di Waterloo (attuale Wilfrid Laurier University).
Ha oltre 26 000 studenti.